# 爆炸反应装甲

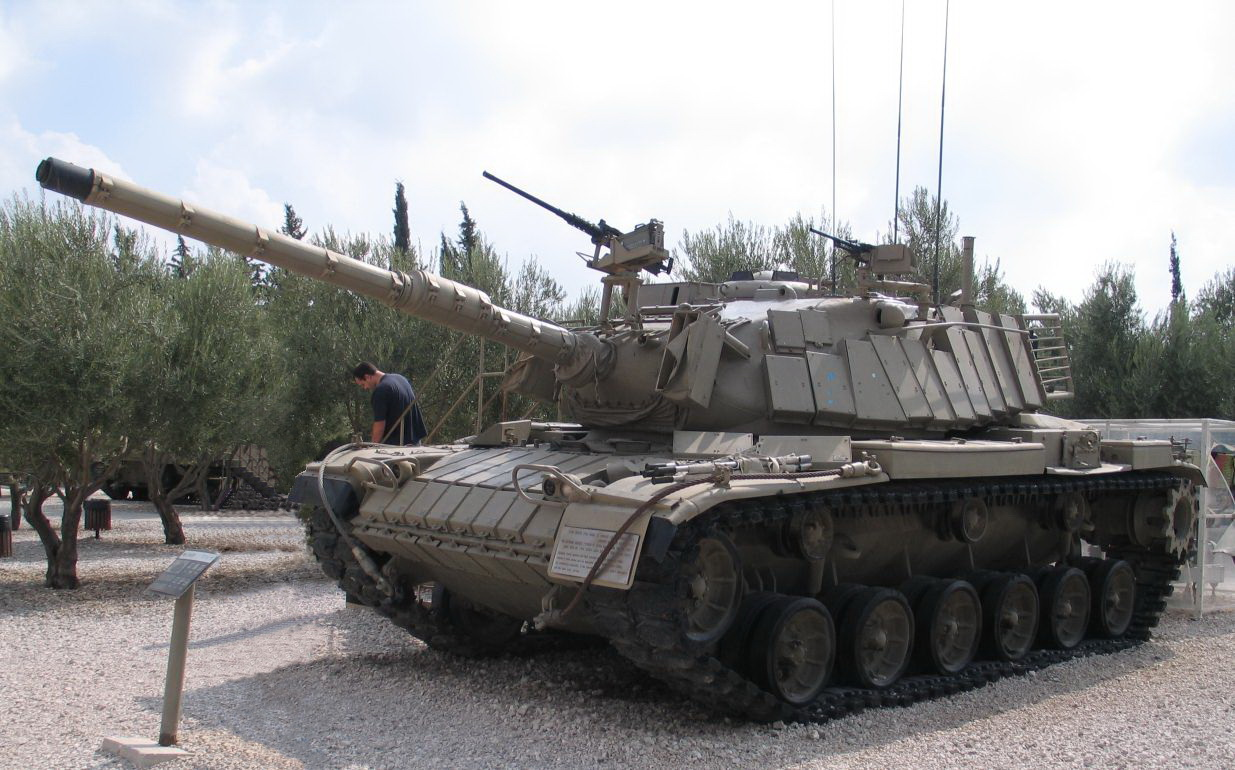
在以色列已经披着反应装甲的馬戈其6型戰車（M60巴頓戰車的改良型號）

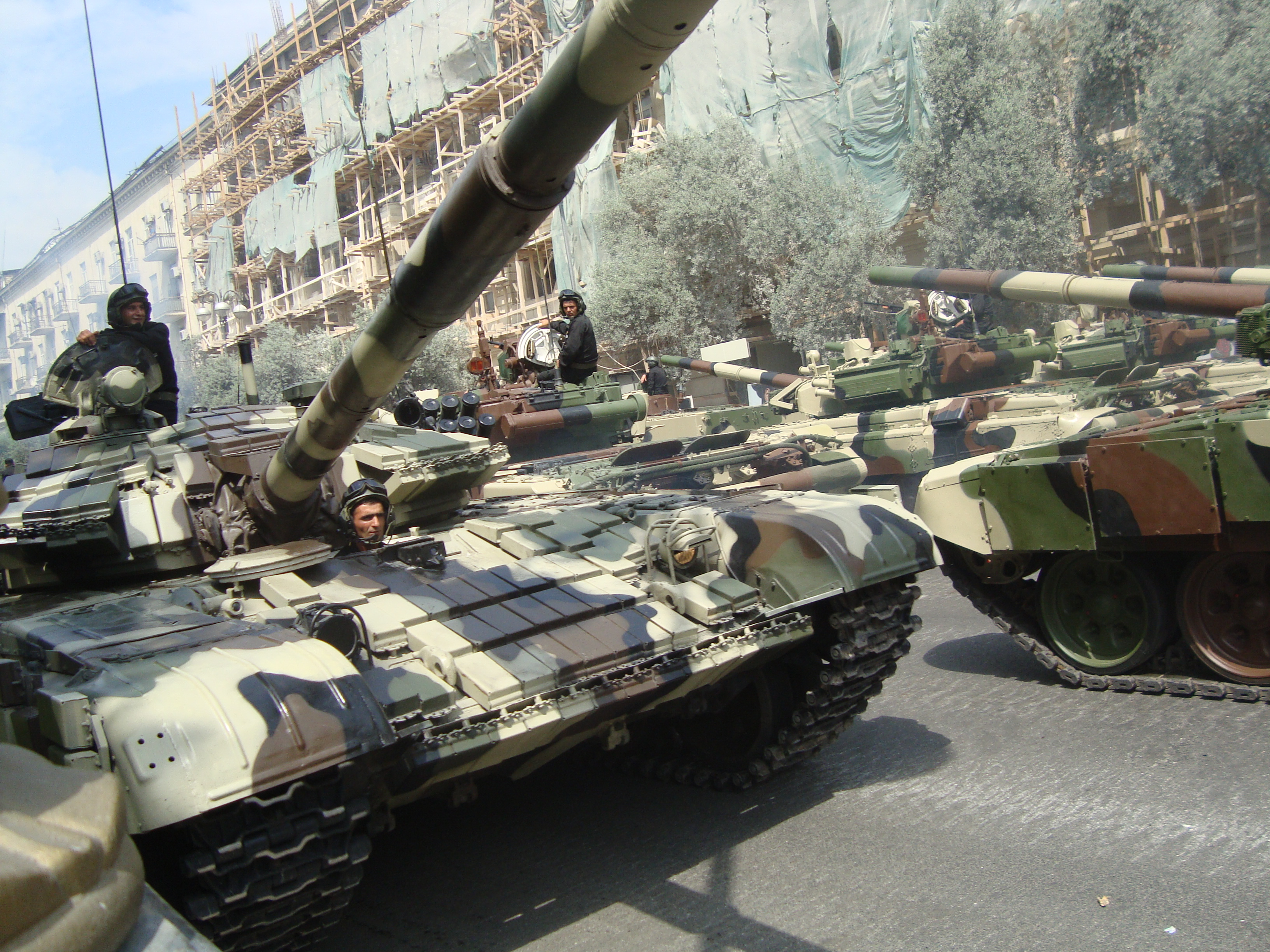
俄製T-72的反应装甲

爆炸反应装甲（英語：Explosive reactive armor）是一种主要透過爆炸来破坏射中炮弹以降低其攻击力的装备。

## 历史

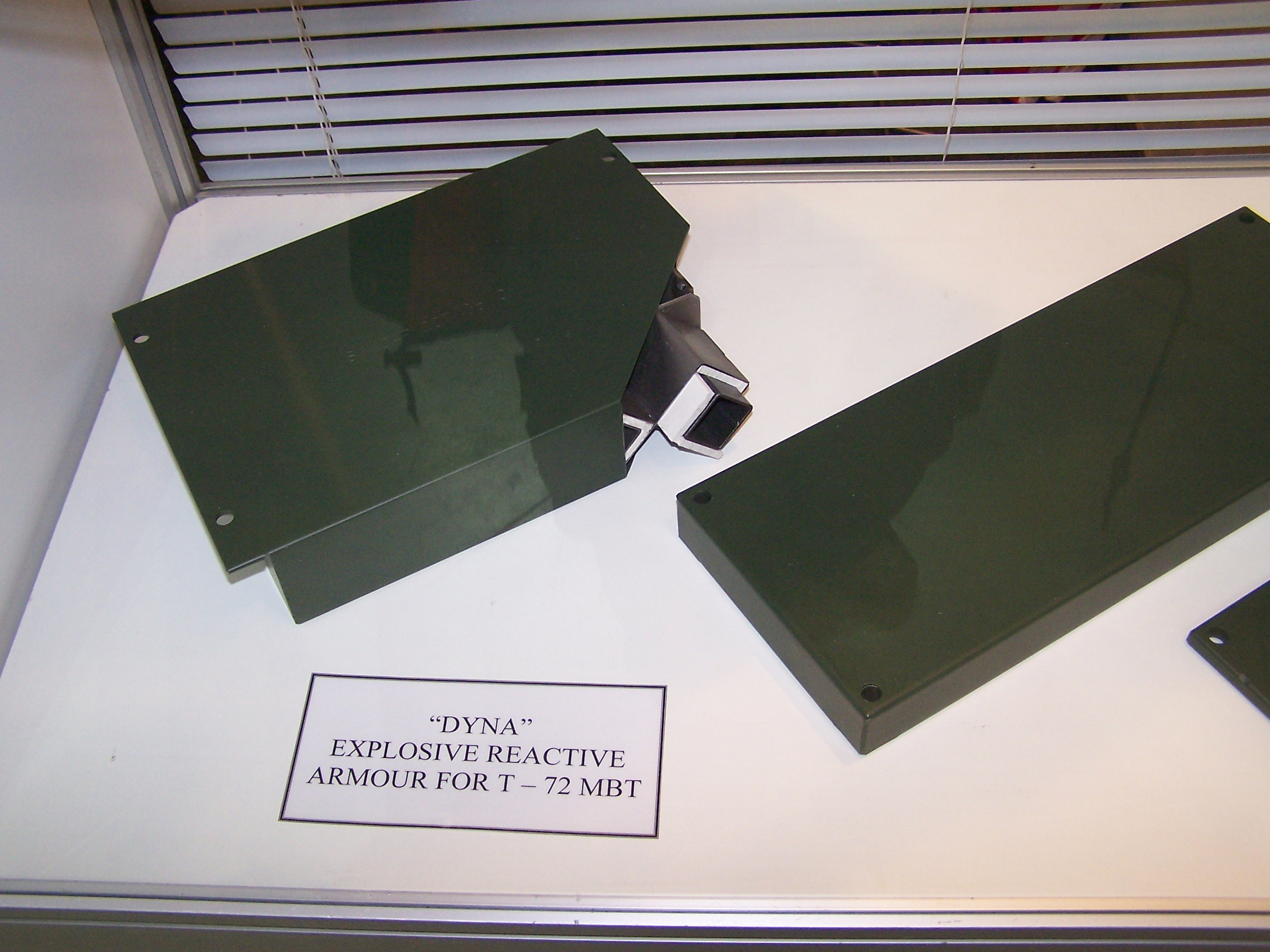
T-72主战坦克的反应装甲"DYNA".

反应装甲的设想最早由苏联人提出，但是反应装甲首次运用于实战则是1982年中东战争中的以色列。
二战后的反坦克炮弹和RPG之类反坦克武器大量用了成形裝藥技术，很容易貫穿坦克裝甲，反應裝甲的原理恰好削弱這種技術造成的影響。当射流擊中反應装甲時，反應裝甲會即時爆炸，藉由爆炸的反作用能量來反彈來襲之砲彈，進而保护坦克。此类反应装甲被称为爆炸式反应装甲（ERA），但也有一种反应装甲是非爆炸式的（NERA），此种装甲的设计是两层金属内有一个夹层由橡胶之类制作成一个盒形，当射流遇到内夹层时它会膨起从而使射流失效。有观点认为中国99式坦克的一种改型用的空心楔型装甲块就是此种构造。  
目前世界上知名的反应装甲有俄国的接触系列，90年代美军测试中披挂接触-5装甲的T-72BM挡住了M829型穿甲弹500米处的攻击，是當時唯一可信的美军弹药对俄国反应装甲测试。

## 優缺點與最新發展
反應裝甲因為可以不用大幅度增加全車的重量和尺寸下，大大增強裝甲車輛的防衛能力。而且可以不用像其他提高車輛防衛力的新型裝甲，需要全新設計的車體或對舊車作全面的改裝，可以直接附加在車體外。
所以裝甲武力的先進國對於反應裝甲相當歡迎，但並未向全世界各國普及，是因為有些獨有的缺陷。
爆炸反应装甲因其原理，会产生装甲碎片向坦克周围飞散，对伴随坦克作战的步兵威胁较大，而非爆炸式的反应装甲则防御力不如爆炸反应装甲，但可以適應步坦的戰術操作。不過烏克蘭戰爭中仍可見豹2被烏軍裝上ERA，即使北約方面如此建議提供的坦克不需要，後來改成主要在前方布置。
另一個問題是傳統爆炸式反應裝甲，防御穿甲彈的效果遠不如其防禦破甲彈的效果。
現時發展方向一是非爆炸的反應裝甲，因為可以卸去衝擊對穿甲彈效果較佳，但對於破甲彈的效果較遜；二是以爆炸切斷脫殼尾穩穿甲彈的彈芯，卻意味反應裝甲需要作多層佈置並增加重量。